# Croninia kingiana
Croninia kingiana là một loài thực vật có hoa trong họ Thạch nam. Loài này được (F.Muell.) J.M.Powell mô tả khoa học đầu tiên năm 1993.